# MV Rubymar
MV Rubymar fue un buque de carga granelero de tamaño Handymax con bandera de Belice terminado en 1997. Anteriormente había navegado bajo los nombres Ken Shin desde 1997, Chatham Island desde 2009 e Ikaria Island desde 2020, antes de pasar a llamarse Rubymar. El 18 de febrero de 2024, el barco fue alcanzado por un misil antibuque hutí durante la crisis del mar Rojo mientras transportaba un cargamento de fertilizante. Después de estar a la deriva durante semanas, el barco se hundió el 2 de marzo como consecuencia del ataque, convirtiéndose en el primer barco perdido debido a un ataque hutí durante la crisis.

## Características
Rubymar era un buque de carga granelero de tamaño Handymax de 19,420 tonelaje bruto (GT) y 32,211 toneladas. Tenía 171 metros (561'0,30") de largo y 27 metros (88 pies 7 pulg) de ancho, con un calado de 10.4 metro (34 pies 1 en). Estaba equipado con una planta de motores Mitsubishi que suministraba 7,059 kW de potencia. El barco estaba valorado en 4,82 millones de dólares en febrero de 2024 antes de su hundimiento.

### Propiedad
La propiedad de Rubymar era compleja en 2024. El barco navegaba bajo bandera de Belice, pero era administrado por la libanesa GMZ Ship Management Company SA, para Golden Adventure Shipping SA, de Majuro, Islas Marshall, quienes ofrecen una dirección de correspondencia en Southampton, Reino Unido, para un armador libanés.

## Historia
El barco fue construido en 1997 por el astillero Onomichi en Kōbe, Japón. Se llamó Ken Shin en 1997, Chatham Island en 2009 e Ikaria Island en 2020, antes de pasar a llamarse Rubymar. En 2022, participó en la Iniciativa de Granos del Mar Negro, transportando 35 000 toneladas de trigo desde Ucrania a Egipto durante la invasión rusa de Ucrania.

### Ataque en el Mar Rojo

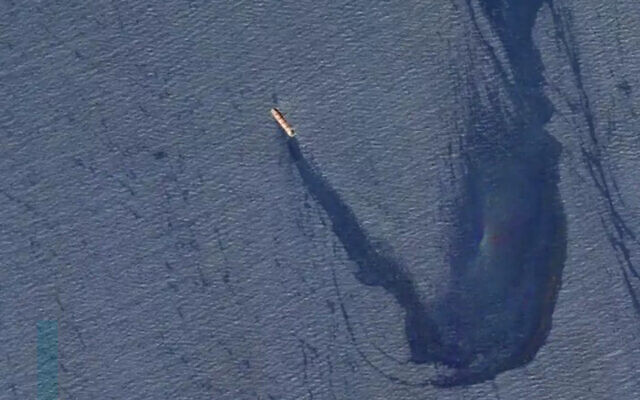
Derrame de petróleo del Rubymar tras el ataque

Rubymar transitaba por el Mar Rojo en febrero de 2024, transportando un cargamento de fertilizantes desde los Emiratos Árabes Unidos a Bulgaria. El Comando Central de los Estados Unidos anunció que el 18 de febrero, las fuerzas hutíes lanzaron dos misiles antibuque contra el barco, uno de los cuales lo impactó y causó graves daños. Un buque portacontenedores, el Lobivia, con bandera de Singapur, y un buque de guerra de la Operación Guardián de la Prosperidad respondieron al incidente. Lobivia evacuó a los 24 miembros de la tripulación de Rubymar y los llevó sanos y salvos a Yibuti.
El barco fue abandonado en las proximidades de Bab el-Mandeb tras el ataque, pero no se hundió por completo. A pesar de echar anclas, el 26 de febrero se había desplazado más de 70 kilómetros (43,5 mi) mientras no esté bajo mando. Durante este tiempo, su ancla de arrastre puede haber dañado varios cables submarinos de Internet, interrumpiendo hasta una cuarta parte del tráfico de Internet a través de la red submarina del Mar Rojo. Tras el ataque con misiles, un 29 kilómetros (18,0 mi) se desarrolló una larga marea negra, y los continuos derrames de petróleo contribuyeron a lo que el Comando Central llamó un desastre ambiental. Además, se predijo que el cargamento de fertilizante podría contribuir a mayores daños al provocar una proliferación de algas en las regiones costeras cercanas al barco.
Las operaciones de salvamento y remolque se vieron obstaculizadas por barreras políticas en las semanas posteriores al ataque. Si bien la Armada de los Estados Unidos se ofreció a ayudar a remolcar el Rubymar, el puerto más cercano de Yibuti se negó a aceptar el barco debido al riesgo de explosión por su carga de fertilizante. El líder hutí, Mohammed Ali al-Houthi, afirmó que el grupo sólo permitiría remolcar el barco si se suministraba ayuda humanitaria a Gaza. El 28 de febrero, el barco todavía estaba a la deriva y esperando ser remolcado a un puerto, posiblemente en Arabia Saudita o Yemen.

### Hundimiento

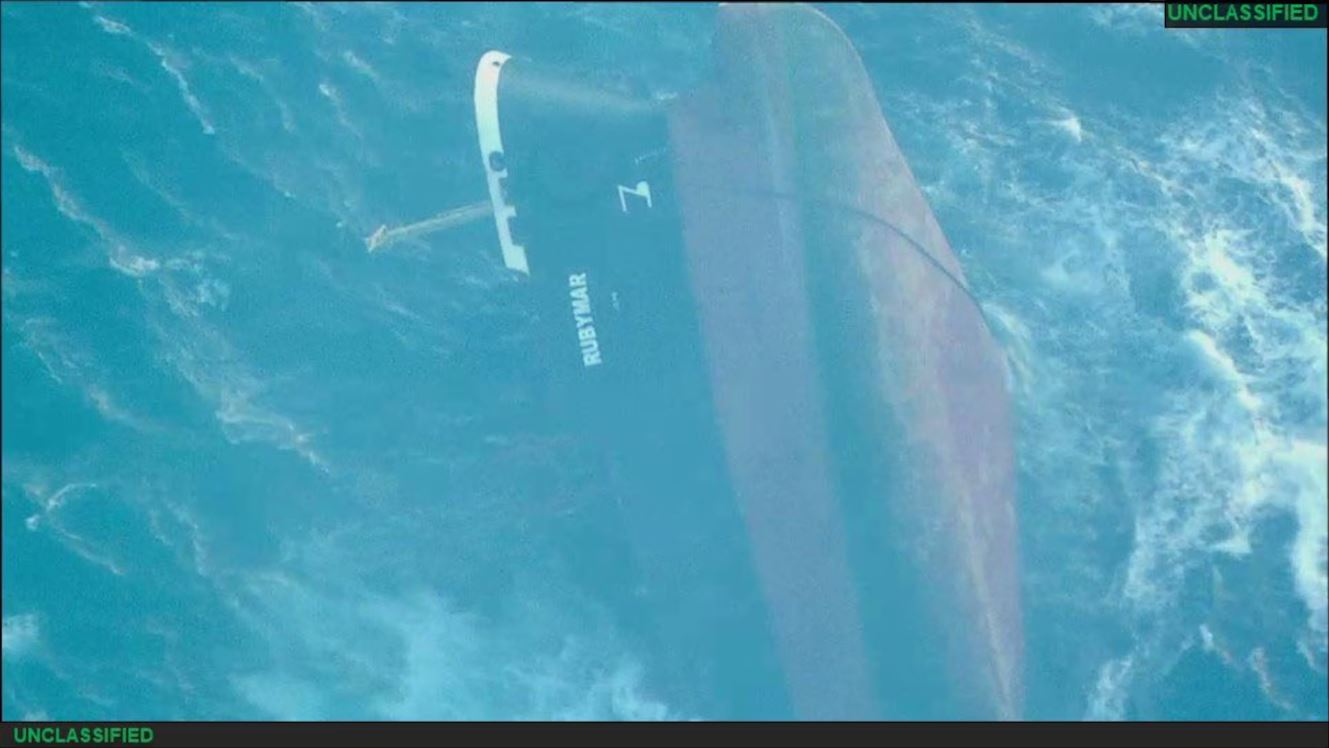
El MV Rubymar se hunde en el Mar Rojo el 2 de marzo de 2024.

El 2 de marzo de 2024, el gobierno de Yemen, reconocido internacionalmente, informó que el Rubymar se hundió en el Mar Rojo. Una combinación de mal tiempo y fuertes vientos provocaron que el barco, que ya estaba parcialmente sumergido, se hundiera por completo. Rubymar es el primer barco hundido por las fuerzas hutíes desde el inicio de sus ataques en el Mar Rojo.
Las preocupaciones sobre los posibles daños medioambientales se renovaron tras el hundimiento del barco. La autoridad de protección ambiental del gobierno yemení advirtió que la doble amenaza del combustible del barco y su carga de fertilizantes podría afectar a hasta medio millón de personas que dependen de la pesca en el Mar Rojo para ganarse la vida. La Embajada de Estados Unidos en Yemen se hizo eco de las preocupaciones ambientales, además de señalar el «riesgo para la navegación segura» del barco para otros barcos que se desplazan por la zona.